# 瓦克瑟內克山
47°56′17″N 16°1′43″E / 47.93806°N 16.02861°E
瓦克瑟內克山（德語：Waxeneck），是奧地利的山峰，位於該國東北部，由下奧地利州負責管轄，屬於古滕施泰因阿爾卑斯山脈的一部分，海拔高度796米，每年平均降雨量1,074毫米。